# Amélie Mesureur
Amélie de Wailly, épouse Mesureur, née le 3 mars 1853 à Paris et morte le 7 décembre 1926 dans cette même ville, est une poète et romancière française.

## Biographie
Elle a été nommée chevalier de la Légion d'honneur en 1921. Elle fut présidente de la Société Victor Hugo.
En 1893, elle reçoit le prix Archon-Despérouses.
Elle a épousé Gustave Mesureur le 25 septembre 1873 et est la mère de la compositrice Suzanne Mesureur (1882-1927).
Elle meurt le 7 décembre 1926 en son domicile au no 6 quai de Gesvres dans le 4e arrondissement de Paris, et, est inhumée au côté de son époux au cimetière du Père-Lachaise (93e division)

## Œuvres
- Nos enfants, Paris, Alphonse Lemerre, 1885
- Le Petit Monde sur Google Livres, Paris, Quantin, 1886
- Histoire d'un enfant de Paris : 1870-1871, Paris, Quantin, 1888, lire en ligne sur Gallica, prix Montyon de l’Académie française en 1890 ; réédition par la Société française d'éditions d'art, 1904, lire en ligne sur Gallica
- Rimes roses ; Lettre-préface de M. Alexandre Dumas, Paris, Alphonse Lemerre, 1891, prix Archon-Despérouses de l’Académie française en 1893
- Voyage à la mer sur Google Livres, Paris, Librairies-imprimeries réunies, 1893
- Les Châtaignes suivi de Voyage autour d’une fenêtre et de Au bord de la Durolle, Paris, Librairies-imprimeries réunies, 1895, lire en ligne sur Gallica
- Gestes d'enfants sur Google Livres, Alphonse Lemerre, 1902, prix Le-Fèvre-Deumier de l’Académie française en 1903
- Le dernier des pifferari, suivi de Le petit mousse ; illustrations de Slom, Société française d'éditions d'art, 1904, lire en ligne sur Gallica
- Garden-party élyséenne, pièce en 1 acte, en vers, Paris, P.-V. Stock, 1907    (Wikisource)
- Clairs horizons sur Google Livres, Alphonse Lemerre, 1909, prix Jules Davaine de l’Académie française en 1911
- Une alerte, pièce inédite en 1 acte, 1912, dans Je sais tout, 15 juin 1912, p. 659-668, lire en ligne sur Gallica
- À la recherche d'une source, Paris, E. Gaillard, 1908
- Les voix de la patrie, Alphonse Lemerre, 1920[réf. nécessaire]

### Mises en musique de ses poèmes
- Edmond Missa, Le Ballon ! Petit chœur à 1 ou 2 voix égales (ad lib.), Paris, A. Leduc, 1895
- Edmond Missa, Les Marrons ! Petit chœur à 1 ou 2 voix égales (ad lib.), Paris, A. Leduc, 1895
- Cécile Chaminade, Bonne Humeur !, Paris, Enoch, 1903
- Cécile Chaminade, Sommeil d'enfant !, Paris, Enoch, 1903
- Abbé T..., Près de sa mère, Paris, 1903, lire en ligne sur Gallica
- Charles Piel, Petite, prends Garde à ton cœur !, Paris, Benoit, 1906
- René Esclavy, Noël, Paris, G. Miran, 1908
- René Esclavy, Nocturne, Paris, J. Poulalion, 1909, lire en ligne sur Gallica
- Suzanne Mesureur, La Marseillaise de la préparation militaire, Paris, G. Miran, 1913, lire en ligne sur Gallica